# エミーリエ・マイヤー
エミーリエ・ルイーズ・フリデリカ・マイヤー（Emilie Luise Friderica Mayer 1812年5月14日 - 1883年4月10日）は、ドイツの作曲家。真剣に作曲の勉強を始めたのは遅い時期だったものの非常な多作家であり、8曲あまりの交響曲、15曲の演奏会用序曲、さらに多数の室内楽曲や歌曲を残した。

## 生涯
マイヤーはヨハン・アウグスト・フリードリヒ・マイヤーとその妻ヘンリエッタ・カロリーナの間の5人きょうだいの3番目、長女として生まれた。母は彼女が2歳のときに他界している。5歳でグランドピアノを買い与えられ、音楽のレッスンを受けるようになった。家庭に入るものと思われた彼女であったが、28歳になる1840年に状況が大きく変化する。母が埋葬されて26年目の同じ日に父が自死し、多額の遺産がマイヤーの手に渡ったのである。
1841年、マイヤーは県都のシュテティーン（現在のポーランド、シュチェチン）へ居を移し、同市の音楽界の中心人物であったカール・レーヴェの下で作曲を学ぶことを希望する。ドイツの作家であるマリー・ジリングによると、彼女を面接したレーヴェはこう述べたという。「貴女は何も知らないし、同時に何でも知っている!私は庭師となり、貴方の才能を蕾から美しい花へと育ててみせましょう。」

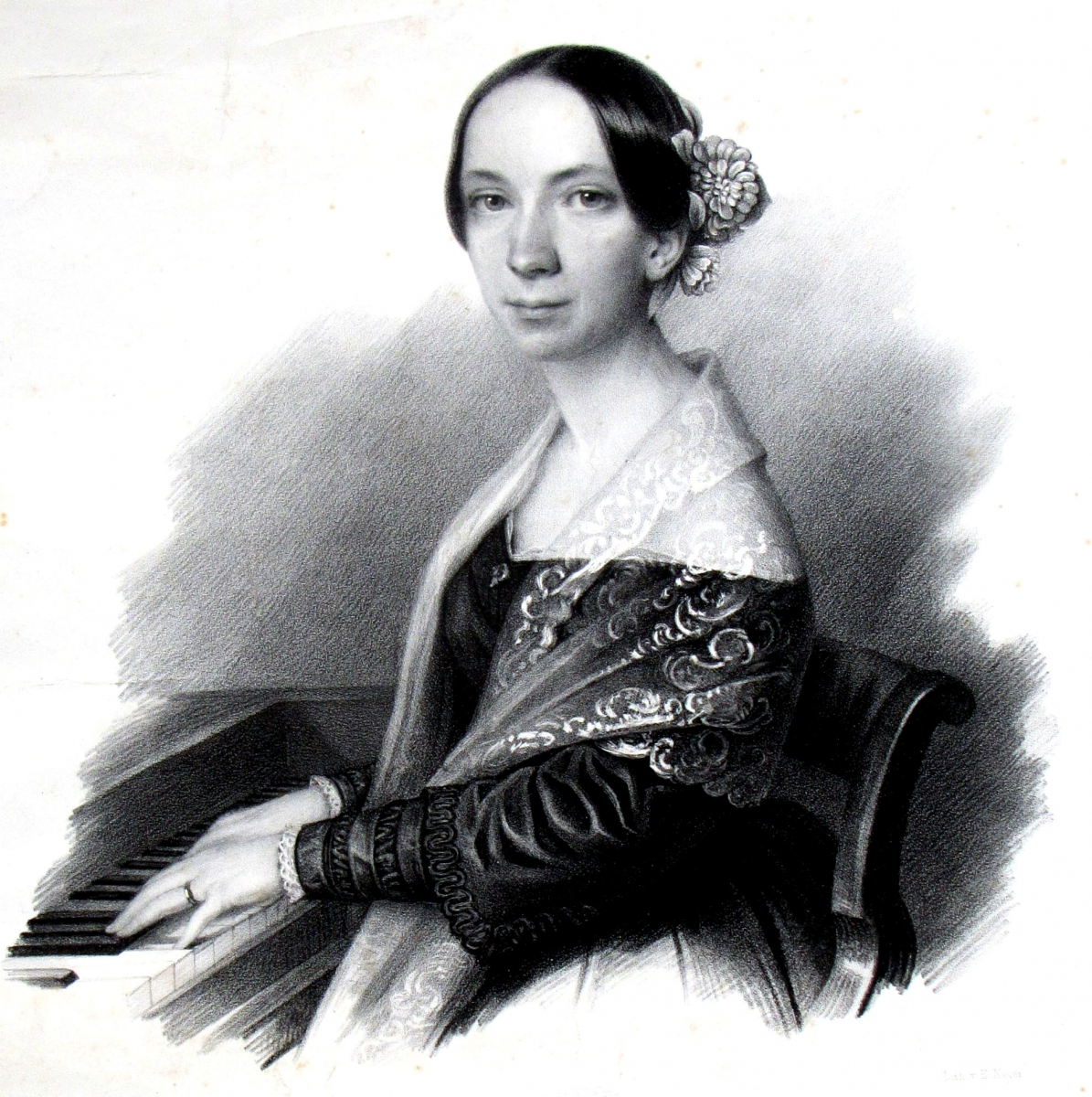
エミーリエ・マイヤー

1847年に最初の2作の交響曲（ハ短調とホ短調）がシュテティーン器楽協会で初演されると、恩師の後押しもあり、彼女は作曲の修行を続けるためにベルリンへと移った。ベルリンではフーガと二重対位法をアドルフ・ベルンハルト・マルクスに、楽器法をヴィルヘルム・フリードリヒ・ヴィープレヒトに師事した。
マイヤーは自作の出版を開始し（1848年、歌曲 作品5-7）、私的な演奏会で演奏を行った。その後の1850年4月21日には、ヴィープレヒトが自身の「エウテルペー」管弦楽団を率いてマイヤーの作品のみを紹介する演奏会を王立劇場で開催、演奏会用序曲、弦楽四重奏曲、合唱と管弦楽のための詩篇118篇、2つの交響曲と数曲のピアノ独奏曲が披露された。この直後に、彼女はプロイセン王妃、エリーザベト・ルドヴィカ・フォン・バイエルンから芸術の金メダルを授与されている。批判と人気を浴びながら、彼女は公開演奏のための楽曲を書き続けていった。自作を紹介するために演奏旅行に出ており、ケルン、ミュンヘン、リヨン、ブリュッセル、ウィーンなどを訪れた。
1869年のカール・レーヴェの死後、レーヴェ協会が組織された。マイヤーは2作のチェロソナタを協会の会員およびその家族のために捧げている。作品40のチェロソナタ（1873年）はコウォブジェク出身の作曲家マルティン・プリューデマンの姉妹へ、作品47のチェロソナタ ニ長調（1883年）はスタルガルト出身のバローン・フォン・ゼッケンドルフへ献呈された。

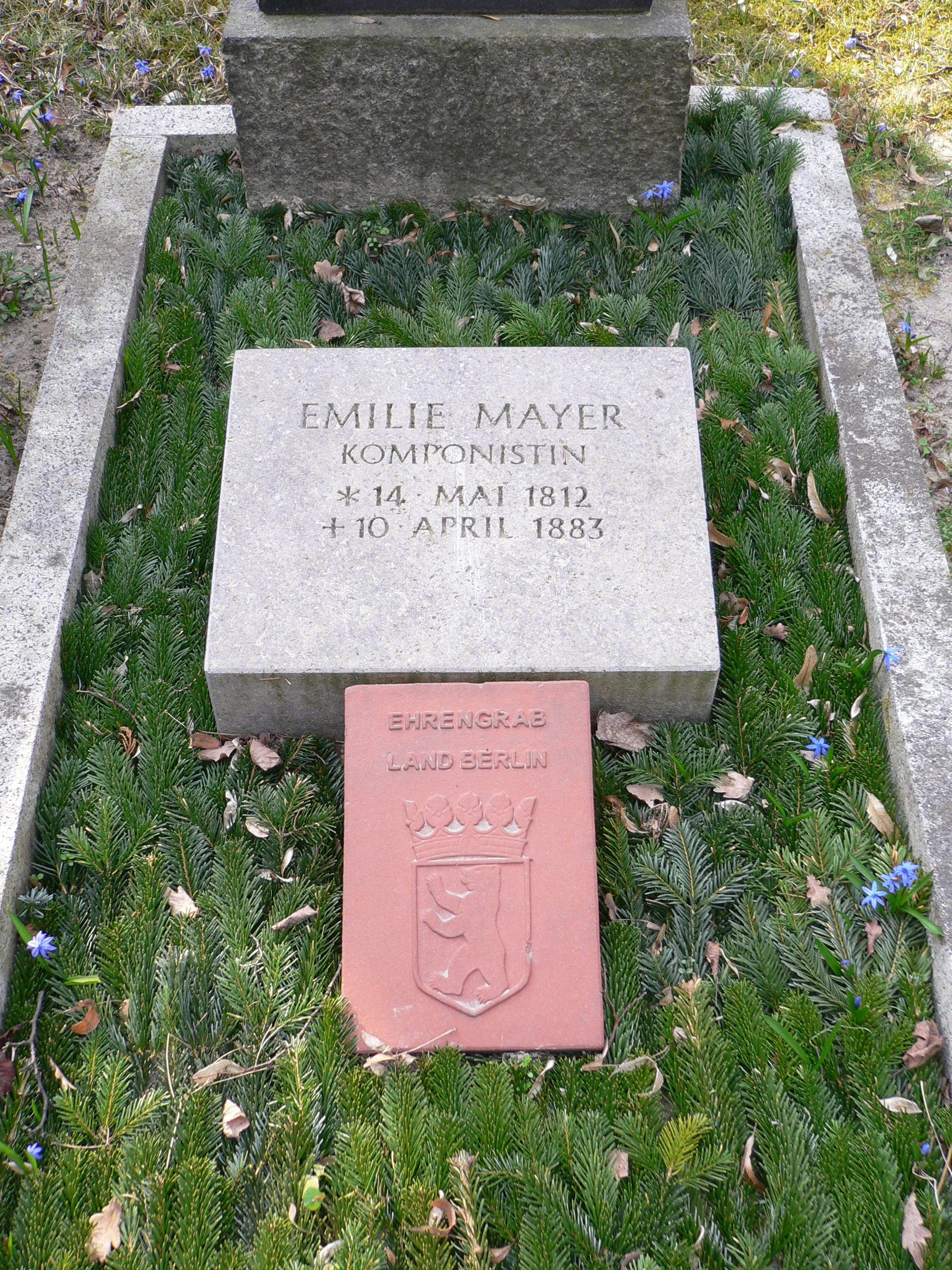
ベルリンの聖三位一体教会にあるマイヤーの墓石。

1876年、マイヤーはまだ自作が頻繁に演奏されていたベルリンへと戻った。新作の『ファウスト序曲』が成功を収め、彼女は同市の文化人の集まりの中で重要人物としての地位を再び確立することになった。マイヤーは1883年4月10日にベルリンに没し、フェリックスとファニー・メンデルスゾーンの姉弟からさほど離れない聖三位一体教会の墓地に埋葬された。

## 作曲スタイル
マイヤーははじめウィーン古典派の影響を受けていたが、後の作品はよりロマン派風となっていった。彼女の和声は突然の転調と、頻繁に現れる七の和音の使用を特徴としており、減七の和音によって様々な解決へ至ることが可能となっている。マイヤーの音楽を特徴づける性質のひとつに属七の和音と共に調性中心を確立する傾向が挙げられる。これはすぐに主音への解決を行わず、ときには解決自体が省略されることもある。リズムの取り扱いは極めて複雑になることが多く、複数の声部が一度に相互作用していく。作品の第1楽章は多くの場合ソナタ＝アレグロ形式をとっている。

## 作品
マイヤーは多数のピアノ曲、7曲の弦楽四重奏曲など、膨大な室内楽曲を生み出している。ピアノ協奏曲を1曲、序曲を15曲、交響曲を8曲、そしてオペラをひとつ残した。